# 18124 Leeperry
18124 Leeperry este un asteroid din centura principală de asteroizi.

## Descriere
18124 Leeperry este un asteroid din centura principală de asteroizi. A fost descoperit pe 3 iulie 2000 la Socorro, New Mexico, în cadrul proiectului LINEAR. Asteroidul prezintă o orbită caracterizată de o semiaxă mare de 2,34 ua, o excentricitate de 0,11 și o înclinație de 5,9° în raport cu ecliptica.